# Bhavasavalli, Alur
Bhavasavalli là một làng thuộc tehsil Alur, huyện Hassan, bang Karnataka, Ấn Độ.